# Megalonema pauciradiatum
Megalonema pauciradiatum es una especie de pez de la familia Pimelodidae en el orden de los Siluriformes.

## Morfología
•Los machos pueden llegar alcanzar los 3,8 cm de longitud total.

## Hábitat
Es un pez de agua dulce. y de clima templado.

## Distribución geográfica
Se encuentran en Sudamérica:  cuenca del río Paraná en Paraguay.